# Liste des premiers choix de la draft de la NBA

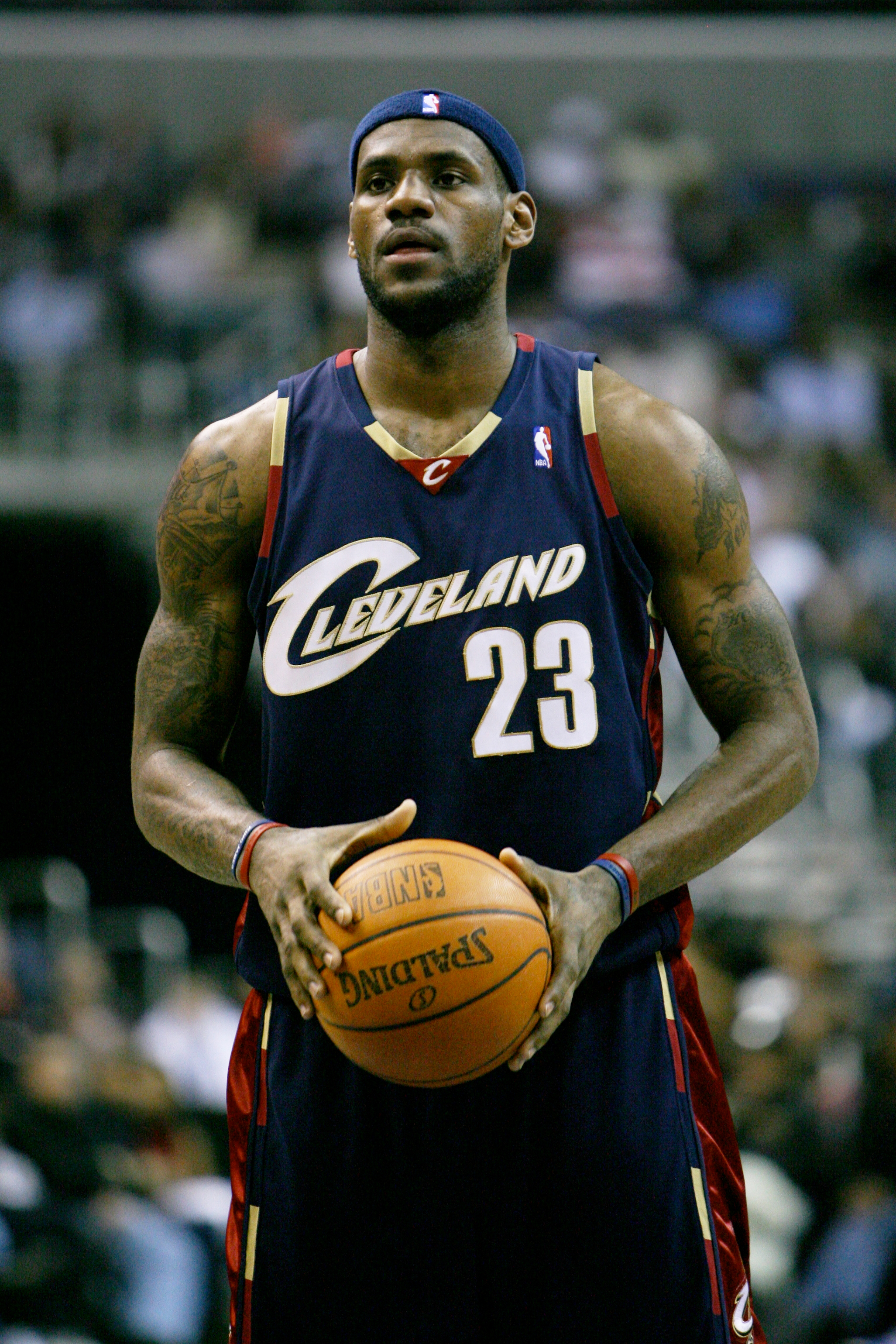
LeBron James est un des plus jeunes premiers choix de la draft.

La liste des premiers choix de la draft de la NBA est le premier joueur sélectionné, parmi les joueurs éligibles, par une franchise NBA lors de la cérémonie annuelle de la draft organisée par la National Basketball Association (NBA). La première sélection est accordée à l'équipe victorieuse de la loterie, généralement une équipe avec un faible taux de victoires la saison précédente. L'équipe détentrice du premier choix fait l'objet d'une grande attention médiatique, de même que le joueur sélectionné par ce choix.
Onze premiers choix ont remporté le trophée de NBA Most Valuable Player (meilleur joueur de la saison) : Oscar Robertson, Kareem Abdul-Jabbar (six fois, record), Bill Walton, Magic Johnson (trois fois), Hakeem Olajuwon, David Robinson, Shaquille O'Neal, Allen Iverson, Tim Duncan (deux fois), LeBron James (quatre fois) et Derrick Rose (le plus jeune).
Le Chinois Yao Ming (2002), l'Italien Andrea Bargnani (2006) et les Français Victor Wembanyama (2023) et Zaccharie Risacher (2024) sont les seuls premiers choix de la draft à ne pas avoir été formés aux États-Unis. Douze joueurs étrangers, mais formés en NCAA ont été premiers choix de la draft : le Bahaméen Mychal Thompson en 1978, le Nigérian Hakeem Olajuwon en 1984, le Jamaïcain Patrick Ewing en 1985, le joueur des Îles Vierges américaines Tim Duncan en 1997, le Nigérian Michael Olowokandi en 1998, les Australiens Andrew Bogut en 2005 et Kyrie Irving en 2011, les Canadiens Anthony Bennett et Andrew Wiggins en 2013 et 2014, le Dominicain Karl-Anthony Towns en 2015, l'Australien Ben Simmons en 2016 et le Bahaméen Deandre Ayton en 2018. Tim Duncan est un citoyen américain, mais pas au regard des instances internationales car non natif d'un des 50 États américains.
Les drafts de 1947 à 1949 ont été organisées par la Basketball Association of America (BAA). La BAA absorba la National Basketball League pour prendre le nom de NBA à l'automne 1949. Ces trois premières saisons de la BAA sont considérées par la NBA comme partie intégrante de son histoire.
En date du 19 novembre 2020, 6 des 30 franchises n'ont jamais pu choisir en premier lors de la draft au cours de leur histoire : les Grizzlies de Memphis, le Heat de Miami, le Jazz de l'Utah, les Nuggets de Denver, les Pacers de l'Indiana et le Thunder d'Oklahoma City. À l'inverse, les Cavaliers de Cleveland ont pu choisir 6 fois en premier, ce qui constitue un record.

## Légende
| ^              | Joueur qui a été intronisé au Basketball Hall of Fame                                                                |
| *              | Joueur qui a été sélectionné pour au moins un match annuel NBA All-Star Game ou une récompense annuelle All-NBA Team |
| Joueur en gras | Rookie of the Year                                                                                                   |
| PPM            | Points par match[a]                                                                                                  |
| APM            | Passes décisives par match[a]                                                                                        |
| RPM            | Rebonds par match[a]                                                                                                 |
| ()             | Nombre de fois où la franchise a pu choisir en premier                                                               |

## Liste des premiers choix
| Draft | Équipe                              | Joueur              | Nationalité            | Provenance                                             | PPM[a] | RPM[a] | APM[a] | Réf.   |
| ----- | ----------------------------------- | ------------------- | ---------------------- | ------------------------------------------------------ | ------ | ------ | ------ | ------ |
| 1947  | Ironmen de Pittsburgh (1)           | Clifton McNeely[b]  | États-Unis             | Texas Wesleyan                                         | —      | —      | —      | [b]    |
| 1948  | Steamrollers de Providence (1)      | Andy Tonkovich      | États-Unis             | Marshall                                               | 2,6    | —      | 0,6    | [ 4 ]  |
| 1949  | Steamrollers de Providence (2)      | Howie Shannon[c]    | États-Unis             | Kansas State                                           | 13,4   | —      | 2,3    | [ 5 ]  |
| 1950  | Celtics de Boston (1)               | Charlie Share[d]    | États-Unis             | Bowling Green                                          | 3,9    | 5,3    | 1,0    | [ 6 ]  |
| 1951  | Bullets de Baltimore (1)            | Gene Melchiorre[e]  | États-Unis             | Bradley                                                | —      | —      | —      | [e]    |
| 1952  | Hawks de Milwaukee (1)              | Mark Workman[f]     | États-Unis             | West Virginia                                          | 5,1    | 3,0    | 0,6    | [ 7 ]  |
| 1953  | Bullets de Baltimore (2)            | Ray Felix*[g]       | États-Unis             | Long Island                                            | 17,6   | 13,3   | 1,1    | [ 8 ]  |
| 1954  | Bullets de Baltimore (3)            | Frank Selvy*        | États-Unis             | Furman                                                 | 19,0   | 5,5    | 3,5    | [ 9 ]  |
| 1955  | Hawks de Milwaukee (2)              | Dick Ricketts[h]    | États-Unis             | Duquesne                                               | 8,9    | 7,2    | 3,0    | [ 10 ] |
| 1956  | Royals de Rochester (1)             | Sihugo Green[i]     | États-Unis             | Duquesne                                               | 11,5   | 5,2    | 3,6    | [ 11 ] |
| 1957  | Royals de Rochester (2)             | Rod Hundley*        | États-Unis             | West Virginia                                          | 7,0    | 2,9    | 1,9    | [ 12 ] |
| 1958  | Lakers de Minneapolis (1)           | Elgin Baylor^[j]    | États-Unis             | Seattle                                                | 24,9   | 15,0   | 4,1    | [ 13 ] |
| 1959  | Royals de Cincinnati (3)            | Bob Boozer*[k]      | États-Unis             | Kansas State                                           | 8,4    | 6,2    | 1,4    | [ 14 ] |
| 1960  | Royals de Cincinnati (4)            | Oscar Robertson^    | États-Unis             | Cincinnati                                             | 30,5   | 10,1   | 9,7    | [ 15 ] |
| 1961  | Packers de Chicago (1)              | Walt Bellamy^       | États-Unis             | Indiana                                                | 31,6   | 19,0   | 2,7    | [ 16 ] |
| 1962  | Zephyrs de Chicago (2)              | Bill McGill[l]      | États-Unis             | Utah                                                   | 7,4    | 2,7    | 0,6    | [ 17 ] |
| 1963  | Knicks de New York (1)              | Art Heyman[m]       | États-Unis             | Duke                                                   | 15,4   | 4,0    | 3,4    | [ 18 ] |
| 1964  | Knicks de New York (2)              | Jim Barnes[n]       | États-Unis             | Texas Western                                          | 15,5   | 9,7    | 1,2    | [ 19 ] |
| 1965  | Warriors de San Francisco (1)       | Fred Hetzel[o]      | États-Unis             | Davidson                                               | 6,8    | 5,2    | 0,5    | [ 20 ] |
| 1966  | Knicks de New York (3)              | Cazzie Russell*     | États-Unis             | Michigan                                               | 11,3   | 3,3    | 2,4    | [ 21 ] |
| 1967  | Pistons de Détroit (1)              | Jimmy Walker*       | États-Unis             | Providence                                             | 8,8    | 1,7    | 2,8    | [ 22 ] |
| 1968  | Rockets de San Diego (1)            | Elvin Hayes^        | États-Unis             | Houston                                                | 28,4   | 17,1   | 1,4    | [ 23 ] |
| 1969  | Bucks de Milwaukee (1)              | Lew Alcindor^[p]    | États-Unis             | UCLA                                                   | 28,8   | 14,5   | 4,1    | [ 24 ] |
| 1970  | Pistons de Détroit (2)              | Bob Lanier^         | États-Unis             | St. Bonaventure                                        | 15,6   | 8,1    | 1,8    | [ 25 ] |
| 1971  | Cavaliers de Cleveland (1)          | Austin Carr*        | États-Unis             | Notre Dame                                             | 21,2   | 3,5    | 3,4    | [ 26 ] |
| 1972  | Trail Blazers de Portland (1)       | LaRue Martin        | États-Unis             | Loyola (Chicago)                                       | 4,4    | 4,6    | 0,5    | [ 27 ] |
| 1973  | 76ers de Philadelphie (1)           | Doug Collins*       | États-Unis             | Illinois State                                         | 8,0    | 1,8    | 1,6    | [ 28 ] |
| 1974  | Trail Blazers de Portland (2)       | Bill Walton^        | États-Unis             | UCLA                                                   | 12,8   | 12,6   | 4,8    | [ 29 ] |
| 1975  | Hawks d'Atlanta (3)                 | David Thompson^     | États-Unis             | NC State                                               | 26,0   | 6,3    | 3,7    | [ 30 ] |
| 1976  | Rockets de Houston (2)              | John Lucas          | États-Unis             | Maryland                                               | 11,1   | 2,7    | 5,6    | [ 31 ] |
| 1977  | Bucks de Milwaukee (2)              | Kent Benson         | États-Unis             | Indiana                                                | 7,7    | 4,3    | 1,4    | [ 32 ] |
| 1978  | Trail Blazers de Portland (3)       | Mychal Thompson     | Bahamas                | Minnesota                                              | 14,7   | 8,3    | 2,4    | [ 33 ] |
| 1979  | Lakers de Los Angeles (2)           | Magic Johnson^      | États-Unis             | Michigan State                                         | 18,0   | 7,7    | 7,3    | [ 34 ] |
| 1980  | Warriors de Golden State (2)        | Joe Barry Carroll*  | États-Unis             | Purdue                                                 | 18,9   | 9,3    | 1,4    | [ 35 ] |
| 1981  | Mavericks de Dallas (1)             | Mark Aguirre*       | États-Unis             | DePaul                                                 | 18,7   | 4,9    | 3,2    | [ 36 ] |
| 1982  | Lakers de Los Angeles (3)           | James Worthy^       | États-Unis             | North Carolina                                         | 13,4   | 5,2    | 1,7    | [ 37 ] |
| 1983  | Rockets de Houston (3)              | Ralph Sampson^      | États-Unis             | Virginia                                               | 21,0   | 11,1   | 2,0    | [ 38 ] |
| 1984  | Rockets de Houston (4)              | Hakeem Olajuwon^[q] | [q] Nigeria            | Houston                                                | 20,6   | 11,9   | 1,4    | [ 39 ] |
| 1985  | Knicks de New York (4)              | Patrick Ewing^[r]   | États-Unis             | Georgetown                                             | 20,0   | 9,0    | 2,0    | [ 40 ] |
| 1986  | Cavaliers de Cleveland (2)          | Brad Daugherty*     | États-Unis             | North Carolina                                         | 15,7   | 8,1    | 3,8    | [ 41 ] |
| 1987  | Spurs de San Antonio (1)            | David Robinson^[s]  | États-Unis             | Navy                                                   | 24,3   | 12,0   | 2,0    | [ 42 ] |
| 1988  | Clippers de Los Angeles (1)         | Danny Manning*      | États-Unis             | Kansas                                                 | 16,7   | 6,6    | 3,1    | [ 43 ] |
| 1989  | Kings de Sacramento (5)             | Pervis Ellison      | États-Unis             | Louisville                                             | 8,0    | 5,8    | 1,9    | [ 44 ] |
| 1990  | Nets du New Jersey (1)              | Derrick Coleman*    | États-Unis             | Syracuse                                               | 18,4   | 10,3   | 2,2    | [ 45 ] |
| 1991  | Hornets de Charlotte (1)            | Larry Johnson*      | États-Unis             | UNLV                                                   | 19,2   | 11,0   | 3,6    | [ 46 ] |
| 1992  | Magic d'Orlando (1)                 | Shaquille O'Neal^   | États-Unis             | LSU                                                    | 23,4   | 13,9   | 1,9    | [ 47 ] |
| 1993  | Magic d'Orlando (2)                 | Chris Webber^       | États-Unis             | Michigan                                               | 17,5   | 9,1    | 3,6    | [ 48 ] |
| 1994  | Bucks de Milwaukee (3)              | Glenn Robinson*     | États-Unis             | Purdue                                                 | 21,9   | 6,4    | 2,5    | [ 49 ] |
| 1995  | Warriors de Golden State (3)        | Joe Smith           | États-Unis             | Maryland                                               | 15,3   | 8,7    | 1,0    | [ 50 ] |
| 1996  | 76ers de Philadelphie (2)           | Allen Iverson^      | États-Unis             | Georgetown                                             | 23,5   | 4,1    | 7,5    | [ 51 ] |
| 1997  | Spurs de San Antonio (2)            | Tim Duncan          | [t] Îles Vierges       | Wake Forest                                            | 21,1   | 11,9   | 2,7    | [ 52 ] |
| 1998  | Clippers de Los Angeles (2)         | Michael Olowokandi  | Nigeria                | Pacific                                                | 8,9    | 7,9    | 0,6    | [ 53 ] |
| 1999  | Bulls de Chicago (1)                | Elton Brand*        | États-Unis             | Duke                                                   | 20,1   | 10,0   | 1,9    | [ 54 ] |
| 2000  | Nets du New Jersey (2)              | Kenyon Martin*      | États-Unis             | Cincinnati                                             | 12,0   | 7,4    | 1,9    | [ 55 ] |
| 2001  | Wizards de Washington (3)           | Kwame Brown         | États-Unis             | Glynn Academy HS (Brunswick, Géorgie)                  | 4,5    | 3,5    | 0,8    | [ 56 ] |
| 2002  | Rockets de Houston (5)              | Yao Ming^           | Chine                  | Shanghai Sharks (Chine)                                | 13,5   | 8,2    | 1,7    | [ 57 ] |
| 2003  | Cavaliers de Cleveland (3)          | LeBron James*       | États-Unis             | St. Vincent-St. Mary HS (Akron, Ohio)                  | 20,9   | 5,5    | 5,9    | [ 58 ] |
| 2004  | Magic d'Orlando (3)                 | Dwight Howard*      | États-Unis             | Southwest Atlanta Christian Academy (Atlanta, Géorgie) | 12,0   | 10,0   | 0,9    | [ 59 ] |
| 2005  | Bucks de Milwaukee (4)              | Andrew Bogut*       | Australie              | Utah                                                   | 9,4    | 7,0    | 2,3    | [ 60 ] |
| 2006  | Raptors de Toronto (1)              | Andrea Bargnani     | Italie                 | Benetton Trévise (Italie)                              | 11,6   | 3,9    | 0,8    | [ 61 ] |
| 2007  | Trail Blazers de Portland (4)       | Greg Oden[u]        | États-Unis             | Ohio State                                             | 8,9    | 7,0    | 0,5    | [ 62 ] |
| 2008  | Bulls de Chicago (2)                | Derrick Rose*       | États-Unis             | Memphis                                                | 16,8   | 3,9    | 6,3    | [ 63 ] |
| 2009  | Clippers de Los Angeles (3)         | Blake Griffin*      | États-Unis             | Oklahoma                                               | 22,5   | 12,1   | 3,8    | [ 64 ] |
| 2010  | Wizards de Washington (4)           | John Wall*          | États-Unis             | Kentucky                                               | 16,4   | 4,6    | 8,3    | [ 65 ] |
| 2011  | Cavaliers de Cleveland (4)          | Kyrie Irving*       | États-Unis             | Duke                                                   | 18,5   | 3,7    | 5,4    | [ 66 ] |
| 2012  | Hornets de la Nouvelle-Orléans (1)  | Anthony Davis*      | États-Unis             | Kentucky                                               | 13,5   | 8,2    | 1,0    | [ 67 ] |
| 2013  | Cavaliers de Cleveland (5)          | Anthony Bennett     | Canada                 | UNLV                                                   | 4,2    | 3,0    | 0,3    | [ 68 ] |
| 2014  | Cavaliers de Cleveland (6)          | Andrew Wiggins*     | Canada                 | Kansas                                                 | 16,9   | 4,6    | 2,1    | [ 69 ] |
| 2015  | Timberwolves du Minnesota (1)       | Karl-Anthony Towns* | République dominicaine | Kentucky                                               | 18,3   | 10,5   | 2,0    | [ 70 ] |
| 2016  | 76ers de Philadelphie (3)           | Ben Simmons*        | Australie              | LSU                                                    | 15,8   | 8,1    | 8,2    | [ 71 ] |
| 2017  | 76ers de Philadelphie (4)           | Markelle Fultz      | États-Unis             | Washington                                             | 7,1    | 3,1    | 3,8    | [ 72 ] |
| 2018  | Suns de Phoenix (1)                 | DeAndre Ayton       | Bahamas                | Arizona                                                | 16,3   | 10,3   | 1,8    | [ 73 ] |
| 2019  | Pelicans de La Nouvelle-Orléans (2) | Zion Williamson*    | États-Unis             | Duke                                                   | 22,5   | 6,3    | 2,1    | [ 74 ] |
| 2020  | Timberwolves du Minnesota (2)       | Anthony Edwards*    | États-Unis             | Georgia                                                | 19,3   | 4,7    | 2,9    | [ 75 ] |
| 2021  | Pistons de Détroit (3)              | Cade Cunningham     | États-Unis             | Oklahoma State                                         | 17,4   | 5,5    | 5,6    | [ 76 ] |
| 2022  | Magic d'Orlando (4)                 | Paolo Banchero*     | Italie États-Unis      | Duke                                                   | 20,0   | 6,9    | 3,7    | [ 77 ] |
| 2023  | Spurs de San Antonio (3)            | Victor Wembanyama   | France                 | Metropolitans 92                                       | 21,4   | 10,6   | 3,9    | [ 78 ] |
| 2024  | Hawks d'Atlanta (4)                 | Zaccharie Risacher  | France                 | JL Bourg-en-Bresse                                     | 12,6   | 3,6    | 1,2    |        |
| 2025  | Mavericks de Dallas (2)             | Cooper Flagg        | États-Unis             | Duke                                                   |        |        |        |        |